# Finlandia en los Juegos Olímpicos de Tokio 1964
Finlandia estuvo representada en los Juegos Olímpicos de Tokio 1964 por un total de 89 deportistas que compitieron en 13 deportes.  
El portador de la bandera en la ceremonia de apertura fue el gimnasta Eugen Ekman.

## Medallistas
El equipo olímpico finlandés obtuvo las siguientes medallas:
| Nombre           | Deporte            | Competición                    |
| ---------------- | ------------------ | ------------------------------ |
| Oro              |                    |                                |
| Pauli Nevala     | Atletismo          | Jabalina M                     |
| Pentti Linnosvuo | Tiro               | Pistola rápida de fuego 25 m M |
| Väinö Markkanen  | Tiro               | Pistola 50 m M                 |
| Plata            |                    |                                |
| —                |                    |                                |
| Bronce           |                    |                                |
| Pertti Purhonen  | Boxeo              | Wélter (67 kg) M               |
| Hannu Rantakari  | Gimnasia artística | Salto de potro M               |